# Curt von Bardeleben
Curt Carl Alfred von Bardeleben (ur. 4 marca 1861 w Berlinie, zm. 31 stycznia 1924 w Berlinie) – niemiecki arystokrata i mistrz szachowy.

## Życiorys
Pod koniec XIX wieku von Bardeleben był aktywnym szachistą, zaliczanym do czołówki światowej, uczestnikiem wielu silnych turniejów. Wygrał turnieje w Londynie (1883), Lipsku (1888) i Kilonii (1893). W 1895 roku na turnieju w Hastings zajął VII miejsce wśród całej elity najsilniejszych graczy świata. Z tego turnieju pochodzi najbardziej chyba znana jego partia przeciwko Wilhelmowi Steinitzowi, w której były mistrz świata popisał się błyskotliwą wygrywającą kombinacją, a von Bardeleben w całkowicie beznadziejnej pozycji opuścił salę gry i nie wrócił, co zostało uznane za zachowanie niesportowe.
Powszechnie przyjmuje się, że popełnił samobójstwo skacząc z okna, jakkolwiek jeden z nekrologów stwierdzał, że zmarły cierpiał na silne zawroty głowy i mógł spaść przez przypadek. Wątki z jego życia oraz tragiczna śmierć były prawdopodobnie kanwą powieści Vladimira Nabokova Obrona Łużyna, wydanej w 1930 roku (w postaci tytułowego bohatera można również doszukać się pewnych analogii do Akiby Rubinsteina i Aleksandra Alechina).
Według systemu Chessmetrics, najwyższy ranking osiągnął w marcu 1897 r., z wynikiem 2710 punktów zajmował wówczas 7. miejsce na świecie.